# L'Industria Meccanica
L'Industria Meccanica è una rivista bimestrale italiana di economia. Fondata a Milano nel 1919, è edita da Anima/Confindustria.

## Storia
L'Industria Meccanica nasce come rivista ufficiale della Federazione Anima nel gennaio 1919, lo scopo originario era informare gli imprenditori dei fatti importanti vissuti dal settore. Scrive infatti l'industriale Giovanni Silvestri nell'editoriale del primo numero:
(Giovanni Silvestri, dall'editoriale del primo numero di "L'Industria Meccanica", gennaio 1919)
La linea editoriale della rivista si sviluppa presto: si specializza dai primi anni in approfondimenti su legislazione fiscale, tariffe dei trasporti, leggi e regolamenti di carattere tecnico, uniti ad articoli d'opinione. Fra gli industriali che hanno scritto sulla rivista, anche Camillo Olivetti.
Fondatore della rivista è Riccardo Falco, allora direttore generale di Anima. A partire dalla successiva direzione di Italo Locatelli il nome del fondatore rimarrà indicato in copertina fino alla fine degli anni '30.
La rivista, diffusa attraverso abbonamento postale, è in origine mensile. Esce al costo di una lira il primo anno, prezzo di copertina che sale a 3 lire a partire dal 1920. L'abbonamento per l'Italia e le Colonie è di 30 lire annue. Con il numero di novembre/dicembre 2012 la periodicità diviene bimestrale, mentre nel 2011 si affianca al magazine cartaceo il giornale online.
La prima redazione della rivista è a Milano in via Tommaso Grossi 2. Nel 1928 si trasferisce, al seguito di Anima, in Foro Buonaparte 16, per poi passare al numero 2 di piazza Diaz. Nel 1991 si trasferisce di nuovo, questa volta in via Battistotti Sassi 11, fino all'attuale sede di via Scarsellini 13 nel 2005. L'attuale edificio ospitava in precedenza parte della redazione, l'archivio e la stampa dei periodici Rizzoli.